# Llengües nadiues d'Alaska

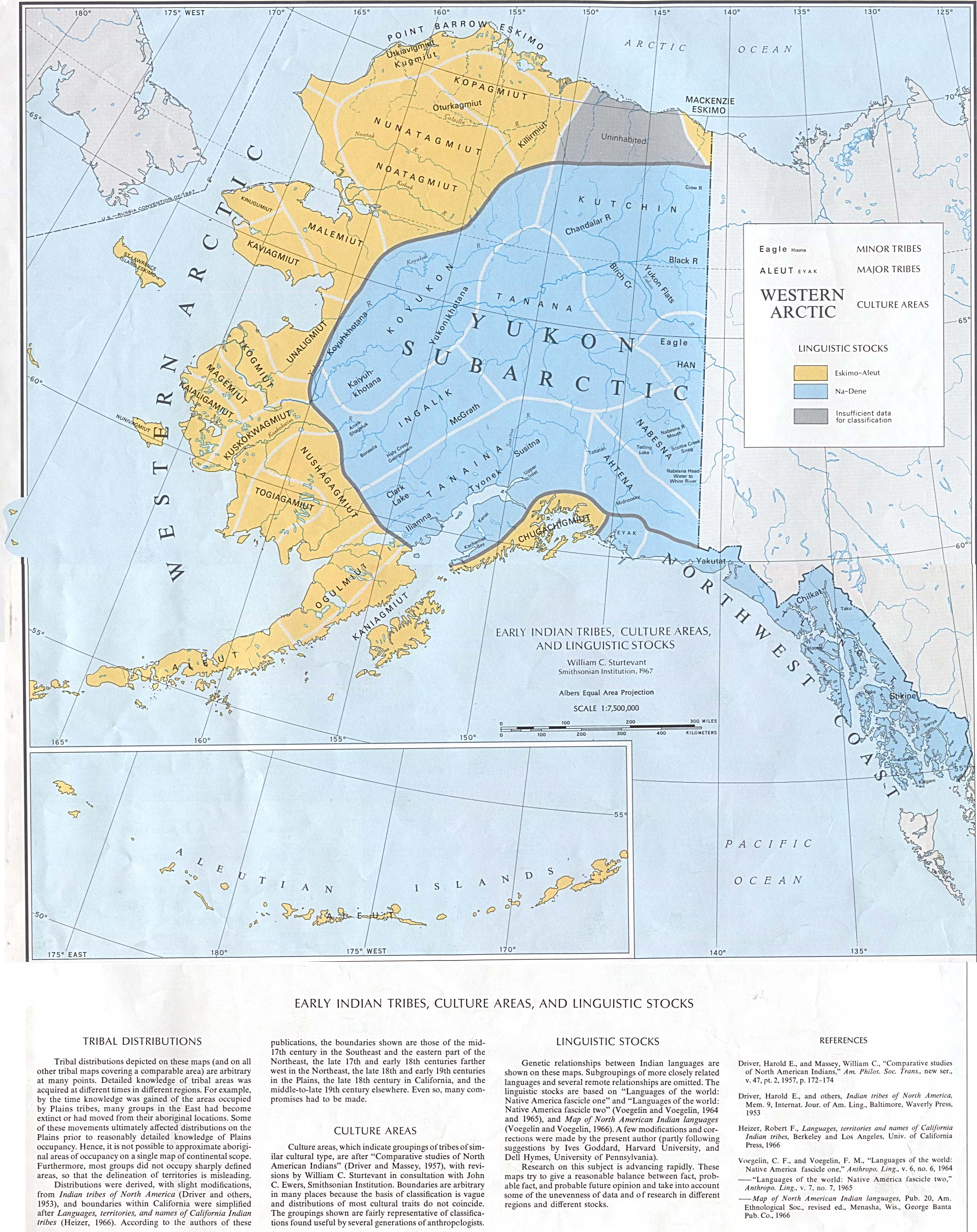
Llengües nadiues d'Alaska abans del contacte

Les llengües nadiues d'Alaska són les llengües parlades pels pobles nadius amerindis, inuits, i aleuts a Alaska. En el moment de constituir-se en estat de la Unió en 1959 hi havia vint llengües indígenes que es parlaven dins dels límits de l'estat d'Alaska. La major part d'aquestes llengües pertanyen a una de les dues grans famílies lingüístiques : esquimoaleutianes i atapasca-eyak-tlingit (Na-Dené). El tsimshian va arribar a Alaska més recentment en 1887, passant sota la direcció del missioner anglicà William Duncan. El tsimshian parlat a Alaska és una de les quatre llengües tsimshiàniques, les altres tres són parlades al Canadà. El haida, que alguns havien relacionat alguna vegada amb el grup atapascà-eyak-tlingit, és una llengua aïllada i no s'ha demostrat la seva relació amb cap altra llengua.
D'aquestes vint llengües, un s'ha extingit actualment. L'últim representant de l'eyak va morir en 2008. Encara que no es va incloure com un llenguatge natiu de l'Alaska moderna, el tsetsaut encara es parlava a la regió sud del Canal de Portland a Alaska en el moment de la compra d'Alaska en 1867. L'últim parlant va morir probablement en la dècada de 1930 o 1940. Alguns autors consideren el dialecte Salcha-Goodpaster del Lower Tanana com una llengua diferent, coneguda com a Middle Tanana. El darrer parlant va morir en 1993.

## Llista de llengües nadiues d'Alaska
- Inuit-Yupik-Unangan (Eskimo-Aleut)
  - Unangan (Aleut)
  - Alutiiq
  - Yup'ik d'Alaska central
  - Naukan Yupik
  - St. Lawrence Island Yupik
  - Inupiaq
- Atapasca-Eyak-Tlingit (Na-Dene)
  - Tlingit
  - Eyak
  - Atapascanes
    - Ahtna
    - Dena'ina
    - Deg Xinag
    - Holikachuk
    - Upper Kuskokwim
    - Koyukon
    - Lower Tanana
    - Tanacross
    - Upper Tanana
    - Gwich'in
    - Han

  - Haida
  - Tsimsihan

## Demografia
| Llengua                 | Població | Parlants | % parlants |
| ----------------------- | -------- | -------- | ---------- |
| Ahtna                   | 500      | 80       | 16%        |
| Aleut                   | 2.200    | 300      | 13,64%     |
| Alutiiq/Sugpiaq         | 3.000    | 400      | 13,33%     |
| Dena'ina                | 900      | 50       | 5,55%      |
| Deg Xinag               | 275      | 40       | 14,55%     |
| Eyak                    | 50       | 0        | 0%         |
| Gwich'in                | 1.100    | 300      | 27,27%     |
| Haida                   | 600      | 50       | 8,33%      |
| Hän                     | 50       | 12       | 24%        |
| Holikachuk              | 200      | 12       | 6%         |
| Inupiat                 | 13.500   | 3.000    | 22,22%     |
| Koyukon                 | 2.300    | 300      | 13,04%     |
| Tanana                  | 380      | 30       | 7,89%      |
| Tanacross               | 220      | 65       | 29,55%     |
| Tlingit                 | 10.000   | 500      | 5%         |
| Tsimshian               | 1.300    | 70       | 5,38%      |
| Upper Kuskokwim         | 160      | 40       | 25%        |
| Upper Tanana            | x        | 100      | x          |
| Yup'ik, Central Alaskan | 21.000   | 10.000   | 47,62%     |
| Yupik, Siberian         | 1.100    | 1.050    | 95,45%     |

- La informació de la taula procedeix de l'Alaska Native Languages Center.